# Villa Ruimzicht

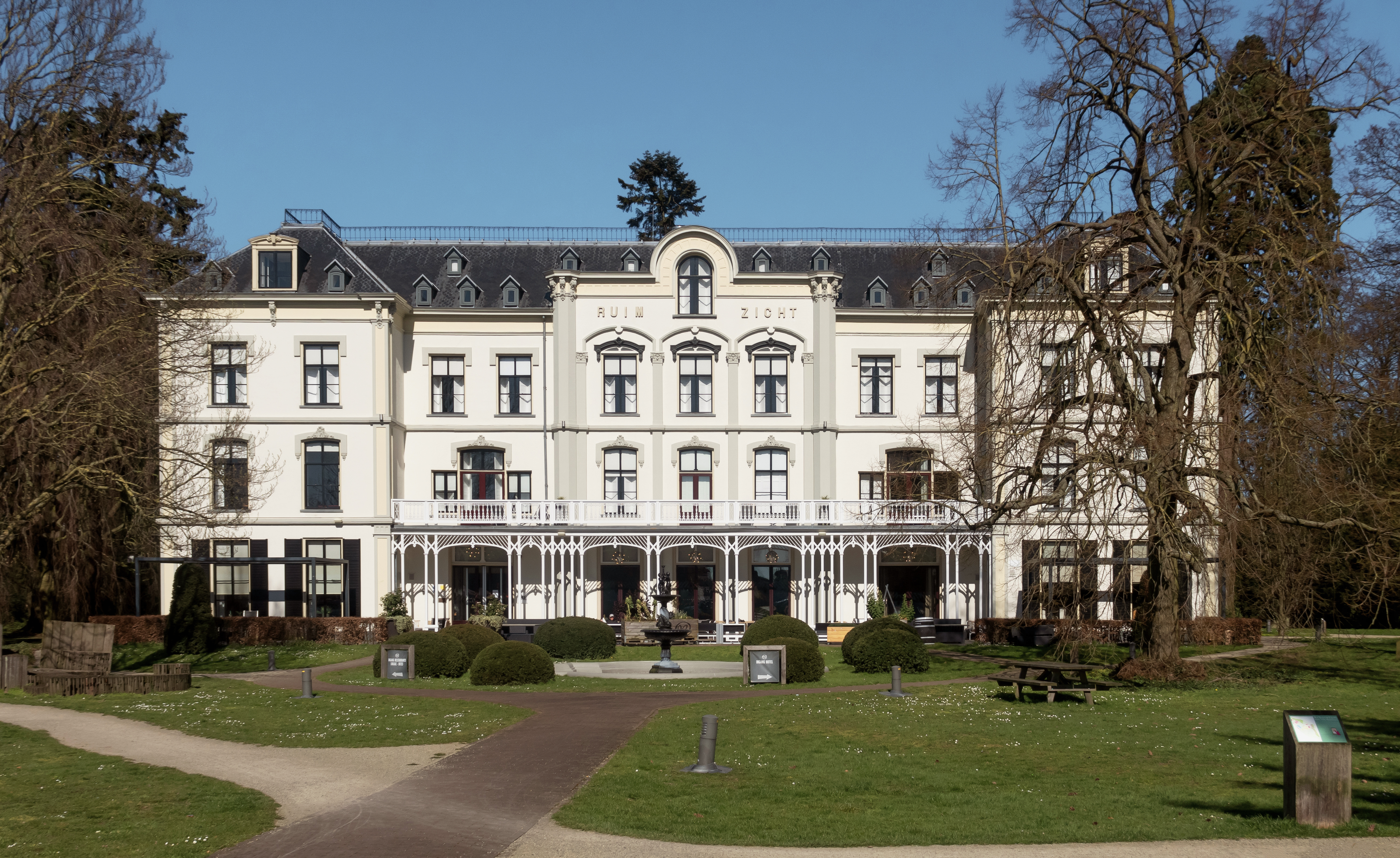
Voorzijde villa Ruimzicht in 2020

Ruimzicht is een voormalige villa in de Nederlandse stad Doetinchem (provincie Gelderland). In de huidige opzet bestaat het al sinds 1885, een deel daarvan is uit 1853. Het is een wit gebouw van meer dan 30 meter breed, en 20 meter diep. In het verleden was het lang als internaat en later als school in gebruik. Veel pupillen van het internaat Ruimzicht bezochten het Gymnasium in Doetinchem, waar ze onder meer les kregen van de classicus en dichter Dèr Mouw. Villa Ruimzicht met theekoepel en arboretum werd in 1999 aangewezen als rijksmonument. Het hoofdgebouw wordt gekenmerkt door diverse neostijlen.

## Geschiedenis

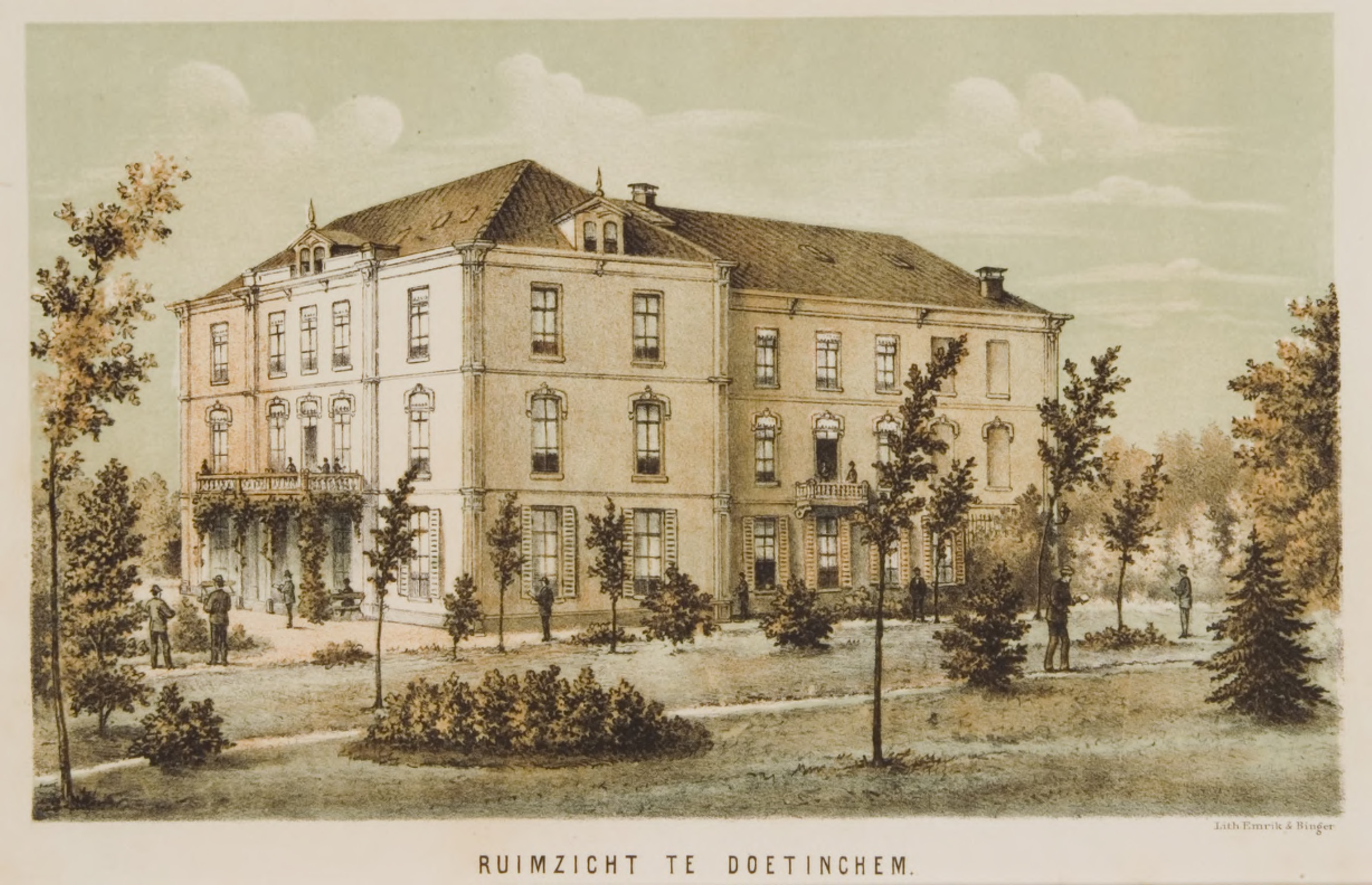
Tekening van Ruimzicht in 1881 (voor de uitbreiding) met de voorzijde links.

Ruimzicht was, voordat in 1853 een begin werd gemaakt met de huidige gebouw, een boerenlandhuis met vier kamers, een stal en drie hectare land. Landhuis Ruimzicht lag op korte afstand van de stad Doetinchem aan de weg naar De Kruisberg waar ooit het klooster Sion stond. In 1868 werd de nieuwe vila aangekocht door dominee Van Dijk. Hij liet het pand inrichten als internaat voor weinigbemiddelde leerlingen die een opleiding tot predikant in uitzicht werden gesteld. Na enige vertimmering namen de zeven eerste leerlingen er hun intrek. Op 26 november 1868 werd het internaat feestelijk ingewijd. 

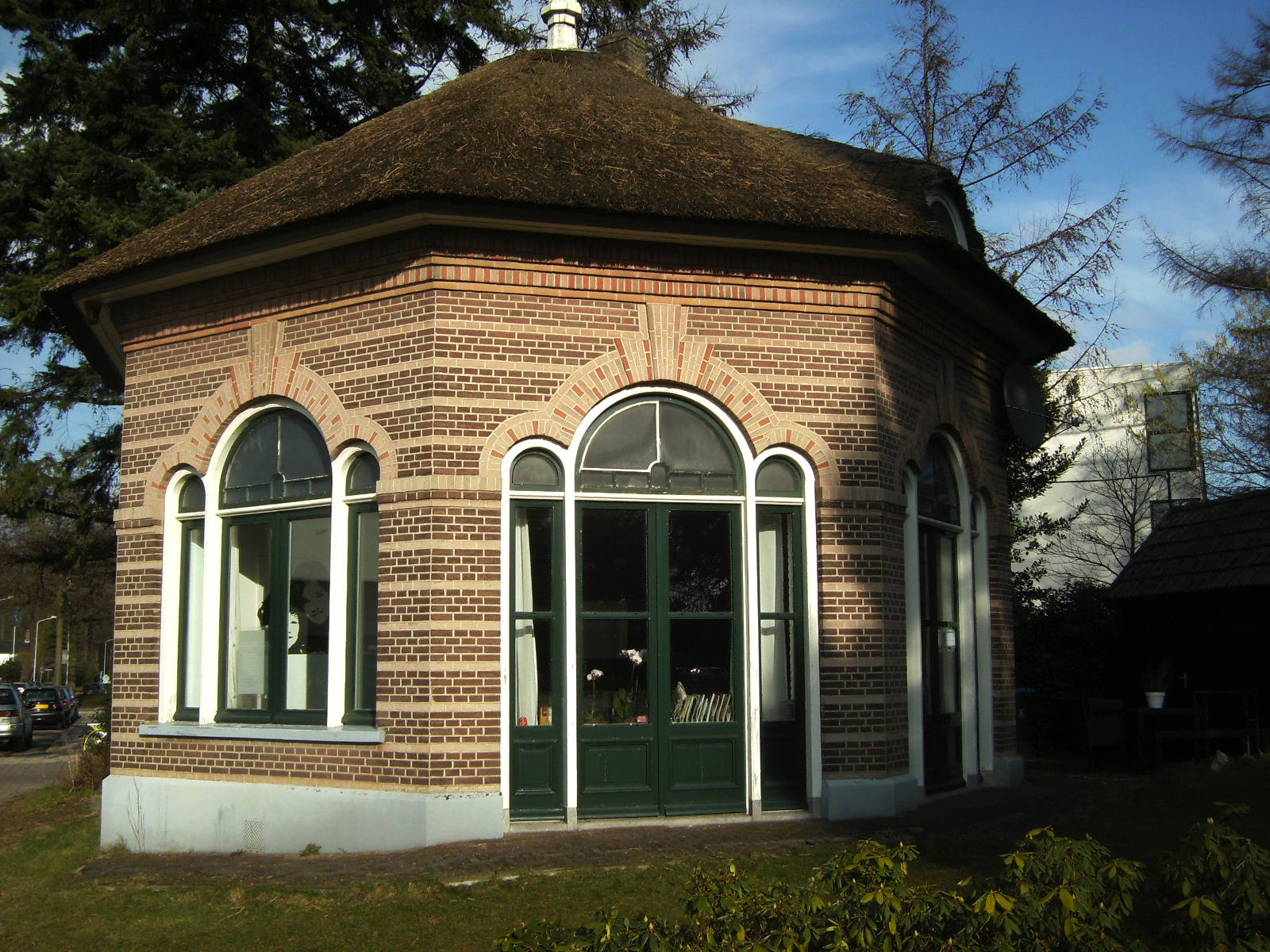
De theekoepel uit 1905

### Uitbreidingen
Door het toenemend aantal kwekelingen werd Ruimzicht te klein, daarom vergrootte men in 1885 het gebouw. Het kreeg toen ongeveer de huidige vorm door de bouw van twee hoekpaviljoens en een verlenging van de achtervleugel. Tot 1952 diende het gebouw als internaat. Daarna is het door de gemeente Doetinchem aangekocht en werd het Gemeentelijk Lyceum er ondergebracht. In 1971 vond de laatste grote bouwkundige verandering plaats. Achter Ruimzicht werd door architect Gerrit Rietveld het strakke moderne gebouw van het Rietveld Lyceum gebouwd. De theekoepel werd gebouwd voor de conciërge en bleef als zodanig tot 1965 in gebruik. In de 21e eeuw kreeg het de bestemming van hotel-restaurant.

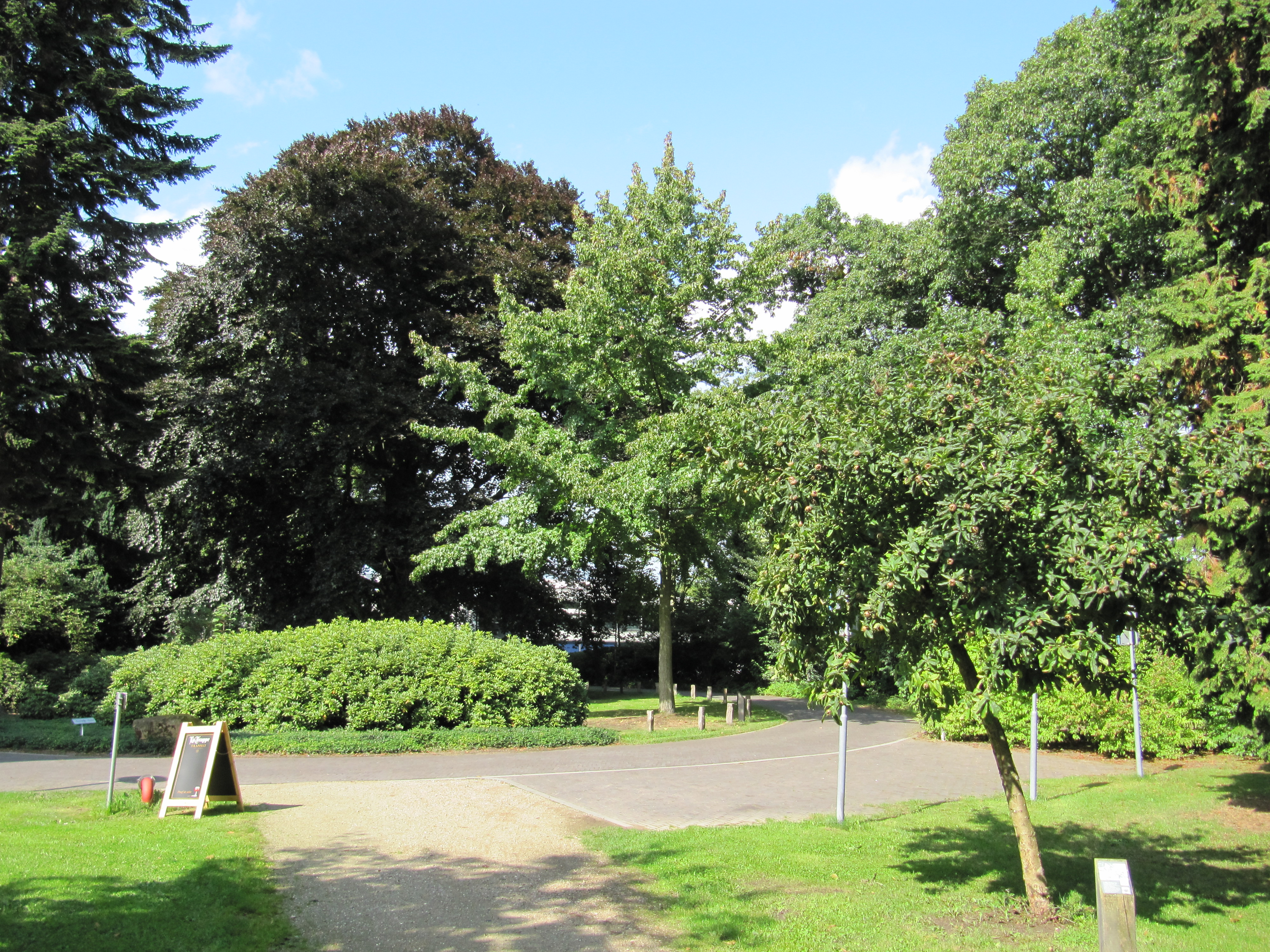
Arboretum rondom villa Ruimzicht

## Arboretum
Dominee Van Dijk hield zich ook intensief bezig met de inrichting van de omgeving. Er kwam een park in landschapsstijl met een educatief aspect. Een groot assortiment bomen uit binnen- en buitenland werd aangeplant. Zo ontstond het huidige arboretum met ruim tachtig verschillende soorten. Sommige bomen zijn meer dan 150 jaar oud. Van 2007 tot 2009 is het arboretum hersteld en deels heringericht. De gemetselde vijver voor het pand is gerestaureerd en voorzien van een waterspuitend ornament.